# Bordeaux (wijnstreek)

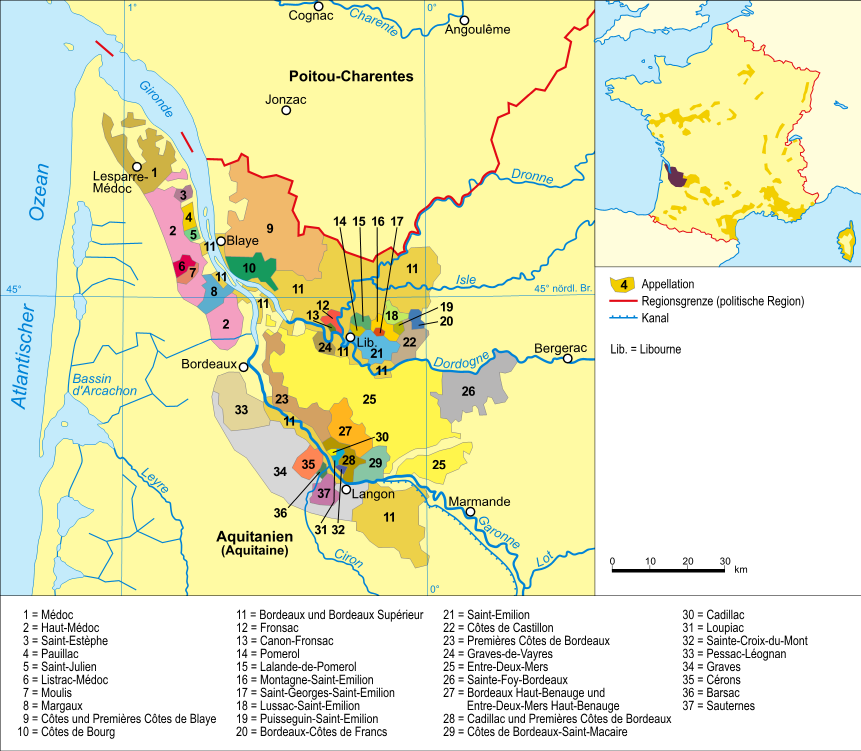
Wijnstreek Bordeaux

De wijnstreek Bordeaux ligt in Frankrijk aan de Garonne, de Dordogne en de Gironde, volledig binnen het departement Gironde. 
Met een totale wijngaardoppervlakte van meer dan 120.000 hectare, is de Bordeaux-wijnstreek het grootste wijnbouwgebied van Frankrijk. Gemiddeld worden er per jaar meer dan 700 miljoen flessen wijn geproduceerd, van grote hoeveelheden tafelwijn tot enkele van de duurste en meest prestigieuze wijnen ter wereld. In termen van volume van productie is het departement Gironde het op twee na meest wijn producerende departement na de departementen Hérault en Aude. Als evenwel gekeken wordt naar de productie van AOC-wijn heeft de Gironde de hoogste productie in Frankrijk.
De overgrote meerderheid van de wijn die in Bordeaux wordt geproduceerd, is rood, met daarnaast ook zoete witte wijnen (Sauternes), droge witte wijnen en (in veel kleinere hoeveelheden) rosé en mousserende wijnen (Crémant de Bordeaux) die samen de rest vormen. Bordeaux wijn wordt gemaakt door meer dan 8.500 producenten of kastelen. Er zijn 54 appellations van Bordeaux-wijn.
De verschillende wijndistricten met elk hun eigen wijnsoorten zijn:

## Médoc
Het wijnbouwgebied Médoc strekt zich uit langs de linkeroever van de rivier de Gironde, vanaf Saint-Vivien-de-Médoc in het noorden tot Bordeaux in het zuiden.
- Médoc
- Haut-Médoc
- Saint-Estèphe
- Pauillac
- Saint-Julien
- Listrac-Médoc
- Moulis-en-Médoc
- Margaux

## Graves
Het wijnbouwgebied Graves strekt zich uit ten zuiden van Bordeaux langs de rivier de Garonne, tot Langon.
- Graves
- Pessac-Léognan
- Cérons

## Sauternais
- Barsac
- Sauternes

## Blaye et Bourg
Het wijngebied Bourgeais-Blayais strekt zich uit langs de rechteroever van de Gironde.
- Blaye
- Côtes-de-Blaye
- Premières-côtes-de-Blaye
- Côtes-de-Bourg

## Libourne
Het wijngebied Libourne strekt zich uit langs de rechteroever van de Dordogne. In dit gebied vinden we enkele sublieme wijnen, allemaal rode:
- Fronsac
- Canon-Fronsac
- Pomerol
- Lalande-de-Pomerol
- Néac
- Saint-Émilion
- Montagne-Saint-Émilion
- Saint-Georges-Saint-Émilion
- Lussac-Saint-Émilion
- Puisseguin-Saint-Émilion
- Côtes-de-Castillon
- Bordeaux-Côtes-de-Franc

## Entre-Deux-Mers
Dit wijnbouwgebied situeert zich tussen de Dordogne en de Garonne in het departement Gironde.
- Entre-Deux-Mers
- Graves-de-Vayres
- Premières-côtes-de-Bordeaux
- Cadillac
- Loupiac
- Sainte-Croix-du-Mont
- Haut-Benauge
- Côtes-de-Bordeaux-Saint-Macaire
- Sainte-Foy-Bordeaux

## Appellations
Er zijn tientallen appellations in de Bordeaux:
- Bordeaux en Bordeaux superieur: Bordeaux superieur moet meer alcohol bevatten dan de Bordeaux. De wijnen komen uit een deel dat geen aparte appellation heeft, of van een wijngaard die de wettelijk toegestane hoeveelheid wijn voor een aparte appellation heeft overschreden, of van een wijnbouwer die de kwaliteit van zijn wijn zelf onvoldoende vindt voor de aparte appellation.
- delen van een groter district, bijvoorbeeld Médoc
- wijndistricten die verschillende gemeenten beslaan, bijvoorbeeld Haut-Médoc
- gemeente met een eigen appellation, bijvoorbeeld Pauillac, Margaux, St-Estephe in de Haut-Médoc.

In het (Brits)- Engelse taalgebied is "claret" de naam voor rode (Bordeaux) wijn. De benaming is afkomstig van de "clairet", de niet goed houdbare wijn die Bordeaux in de Middeleeuwen produceerde, vergelijkbaar qua kleur met Rosé. Het zuidwesten van het huidige Frankrijk was van 1152 tot 1453 in het bezit van de koning van Engeland en Bordeaux is altijd de belangrijkste wijnhaven van Frankrijk geweest.

## Druivenrassen in de Bordeaux
De druivenrassen die gebruikt worden zijn voor de rode wijn:
- 'Cabernet Sauvignon'
- 'Merlot'
- 'Cabernet Franc'
- 'Malbec'
- 'Petit Verdot'
- 'Carménère'

De druivenrassen die gebruikt worden voor de witte wijn zijn:
- 'Sémillon'
- 'Sauvignon Blanc'
- 'Muscadelle'